# アマルーラ

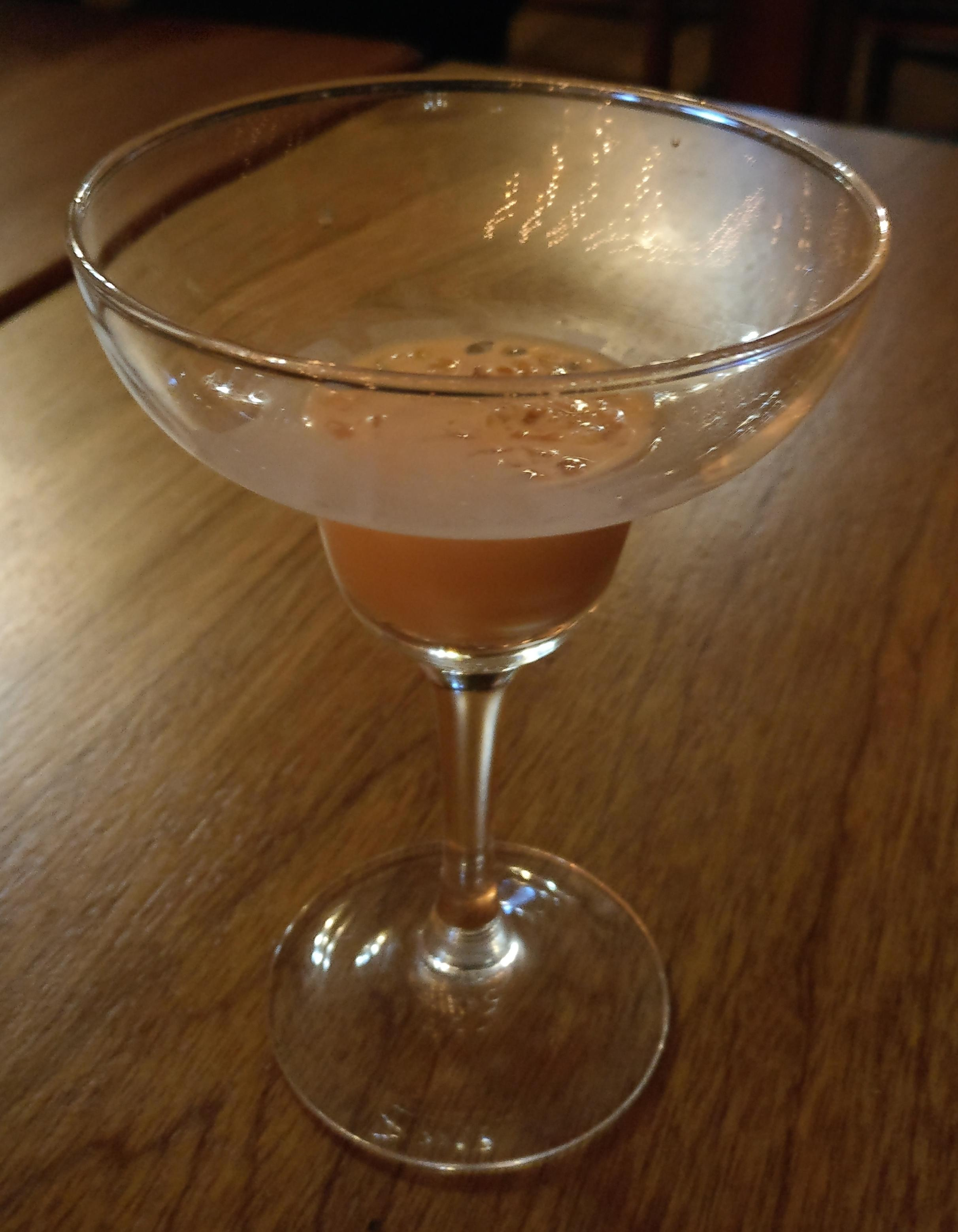
アマルーラ

アマルーラ(Amarula)は、南アフリカ共和国のクリームリキュールである。砂糖、クリームとマルーラと呼ばれるアフリカの果物から作られる。アルコール含量は17%で、2009年のサンフランシスコ・ワールド・スピリッツ・コンペティション(SFWSC)で金メダルを受賞する等、国際的にも高い評価を得ている。わずかに果実味のあるキャラメルの風味を持つ。南アフリカ以外では、ブラジルでも人気がある。

## 歴史
アマルーラは、南アフリカ共和国のサザン・リカー・カンパニー（現在はディスティル・グループ傘下）によって、1989年9月にリキュールとして初めて市販された。アマルーラ・スピリットは、1983年に発売された。

## 種類
- アマルーラ・クリームリキュール 17% ABV
- アマルーラ・エチオピアコーヒークリームリキュール 15.5% ABV
- ラズベリー、チョコレート＆アフリカバオバブクリームリキュール 15.5% ABV - 2019年発売
- アマルーラ・バニラスパイスクリームリキュール 15.5% ABV
- アマルーラ・ビーガン・リキュール 15.5% ABV
- カニーサ限定版 15.5% ABV - 本商品の収益は、密猟者の罠で負傷した孤児でアルビノの赤ちゃんゾウであるカニーサのリハビリに使われる[3]。

## ゾウを絡めたマーケティング
アフリカゾウは、マルーラの果実を好んで食べ、マルーラはゾウと結び付けられるため、ディスティル社は、そのシンボルにゾウを採用し、ゾウ保存活動の支援を行うとともに、ダーバンのクワズール・ナタール大学に、教授のロブ・スロトウをリーダーとしてアマルーラ・ゾウ研究プログラム(AERP)を共同設立した。このプログラムでは、ゾウの生息域を保護し、野生での未来を守ることを目的として、主にアフリカゾウの生活の方法、移動の範囲や行動を研究している。
また、ゾウをテーマにした収集アイテムを製造している。